# Nikema Williams
Nikema Williams (30 de juliol de 1978) és una política i executiva política estatunidenca, membre del Senat de l'Estat de Geòrgia pel 39è districte. És també la presidenta del Partit Demòcrata de Georgia. Al novembre de 2020, Williams va esdevenir representant electa pel 5è districte congressual de Geòrgia.

## Joventut i educació
Williams és de Smiths Station, Alabama. El seu pare era un dirigent del barri, i la seva tieta gran, Autherine Lucy, es va integrar a la Universitat d'Alabama. Williams es va graduar a la Universitat de Talladega, on es va fer membre de la sororitat Alfa Kappa Alfa i va obtenir un graduat en Biologia. Després de graduar-se de la universitat, es va traslladar a Atlanta, Geòrgia, al 2002.

## Carrera
Després de traslladar-se a Atlanta, Williams es va unir als Joves Demòcrates de Geòrgia. Va ser llavors vicepresidenta de Política Pública a Planned Parenthood Southeast. Al 2011, va ser elegida primera vicepresidenta del Partit Demòcrata de Geòrgia. Va ser presidenta interina del partit al 2013, arran de la dimissió de Mike Berlon.
Williams va donar suport a les campanyes presidencials de Barack Obama i va ser membre del Fons per a la Victòria d'Obama al 2012. Va ser reconeguda com una de les principals bundlers (recaptadors de donatius en campanyes electorals) d'Obama durant aquella campanya, recaptant més de 50,000$ per a la campanya.
Al 2017, Williams va ser elegida membre del Senat Estatal de Geòrgia, en una elecció especial després de la dimissió de Vincent Fort, que es va presentar a les eleccions a l'alcaldia d'Atlanta. Williams era una de les 15 persones detingudes durant una protesta contra la gestió de les eleccions governamentals de Geòrgia de 2018 en el Capitoli Estatal de Geòrgia, el 13 de novembre de 2018. Els càrrecs van ser arxivats al juny de 2019.
El gener de 2019, Williams va ser elegida per dirigir el Partit Demòcrata de Geòrgia. Es va convertir en la primera dona negra, la tercera dona, i la segona persona afrodescendent a presidir el partit. Va ser delegada de les Convencions Nacionals Democràtiques de 2008, 2012 i 2016.
Williams era un de diverses membres de l'Assemblea General de Gèorgia que van donar positiu en COVID-19 després de ser exposada per un company.

## Cambra de Representants dels Estats Units

### Eleccions
El 20 de juliol de 2020, seguint la mort de John Lewis, Williams va ser seleccionat per substituir-lo en la papereta de novembre pel 5è districte congressual de Geòrgia en les eleccions de 2020. En les eleccions generals, va derrotar la candidata republicana Angela Stanton-King. El governador de Geòrgia Brian Kemp va convocar unes eleccions especials al setembre de 2020 per ocupar el seu lloc durant el 17è període. Williams va decidir no presentar-se a aquesta convocatòria electoral, preferint centrar-se en el seu paper com a presidenta del partit.

## Vida personal
El marit de Williams, Leslie Small, és un antic assessor de John Lewis. Es van conèixer quan feien campanya pels Demòcrates durant les eleccions de 2008. Tenen un fill.